# Larissa Werbicki
Larissa Werbicki, née le 28 juin 1996 à Saskatoon, est une rameuse canadienne.

## Carrière
Aux Jeux olympiques de la jeunesse de 2014 à Nankin, elle remporte la médaille de bronze en deux de pointe.
Elle est médaillée d'argent du deux sans barreur aux Jeux panaméricains de 2019 à Lima.